# Gildor Roy
Pour les articles homonymes, voir Roy.
Gildor Roy junior, né le 11 mai 1960 à Cadillac, au Québec (Canada), est un chanteur country, acteur et animateur de télévision québécois.

## Biographie
Gildor Roy grandit cependant à Rigaud, Vaudreuil-Soulanges, Montérégie, Québec, Canada. Issu d'une famille qui voue un véritable culte à la musique country de Hank Williams, Buck Owens, Hank Snow et Lyle Lovett, il se produit tout d'abord dans les soirées de famille dans la grange attenante à la terre de ses parents. À l'adolescence, il se tourne vers le rock et fait la tournée des bars avec des amis musiciens. Après trois années passées à l'École nationale de théâtre, Gildor Roy en ressort en 1983 et se voit immédiatement confier des rôles à la télévision, au théâtre et au cinéma. Son rôle le plus célèbre est sans doute celui du commandant Daniel Chiasson dans District 31. Il a aussi joué Germain Langlois le garagiste dans la populaire série télévisée KM/H. Au cinéma, il a tenu le rôle de Willie dans Les Boys 4 et au cours des dernières années le rôle du forgeron Riopel dans les deux films scénarisés par Fred Pellerin : Babine et Ésimésac. Il a animé l'émission La Tour sur les ondes de TVA en 2022-2023,.
Il est périodiquement invité d'honneur à l'émission humoristique La soirée est (encore) jeune.
Il est le frère de l'actrice Maxim Roy et de l’acteur Yvon Roy.

## Filmographie

### Cinéma
- 1984 : Le Crime d'Ovide Plouffe : L'employé de Napoléon
- 1988 : Le Grand Jour : Gilles Simard
- 1988 : Montréal en ville : Pascal Dumas
- 1990 : Le Party : Jacques
- 1989 : Blanche est la nuit : L'homme
- 1990 : Perversion : Le bourreau
- 1990 : Ding et Dong : le film : Chauffeur de taxi
- 1990 : Un autre homme
- 1991 : L'Assassin jouait du trombone : Le tatoué
- 1992 : Requiem pour un beau sans-cœur : Louis-Régis Savoie
- 1993 : La Florida : Rheaume Larivière
- 1994 : Louis 19, le roi des ondes : Homme gay #1
- 1996 : Caboose : Marceau
- 1996 : Karmina : Ghislain Chabot / Patrick
- 2001 : Karmina 2 : Ghislain Chabot
- 2002 : La Mystérieuse Mademoiselle C. : Marcel Lenragé
- 2005 : Les Boys 4 : Willy
- 2006 : Que Dieu bénisse l'Amérique : Maurice Ménard
- 2006 : Duo : Étienne Poulin
- 2007 : Contre toute espérance : Claude
- 2008 : Babine : Forgeron Riopel
- 2011 : Le Colis : Jacques St-Louis
- 2012 : Ésimésac : Forgeron Riopel
- 2015 : La Guerre des tuques 3D : Chabot
- 2025 : La Petite et le Vieux : monsieur Roger, le voisin de Jo

### Télévision

#### Acteur
- 1984 : Terre humaine (série TV) : Un policier
- 1984 - 1990 : Épopée rock : Gerry
- 1984 - 1988 : À plein temps : Dan St-Amour
- 1985 - 1987 : Manon : Homme d'affaires
- 1989 - 1991 : Super sans plomb : Robert Boisonneau
- 1989 - 1991 : Le Grand Remous : Gérard Froment
- 1991 : Des fleurs sur la neige : Clément Roy
- 1994 : Miséricorde : Capitaine Thomas
- 1994 : Les grands procès : Léopold Dion
- 1995 : Le Premier Cercle (en) (The First Circle) : Shusterman
- 1995 : 10-07: L'affaire Zeus : Philippe Nadeau
- 1996 - 2001 : Le Retour : François Jourdain
- 1996 : 10-07: L'affaire Kafka : Sergent Philippe Nadeau
- 1998 - 2006 : KM/H : Germain Langlois
- 2003 : 3X Rien : lui-même
- 2005 : Les invincibles : Ace
- 2009 - 2010 : Bienvenue aux dames : Marcel Chartrand
- 2012 : Les Boys 4 : Willie
- 2013 : 30 vies : Louis Di Lorio
- 2014 : Trauma : Me Denis Bourgouin
- 2014 : La Théorie du K.O. : Guy
- 2015 : Le Berceau des anges : Gilles Blanchard
- 2015 : Marche à l'ombre : Lucien « Mitaine » Thériault
- 2016-2022 : District 31 : Daniel Chiasson, commandant
- 2017-2020 : Lâcher prise : Gilles Danault[5]
- 2024- : Dumas : Jean Dumas

#### Animateur / Chroniqueur / Remplacement
- 1993 : Ad Lib
- 1993 : Country Centre-Ville
- 1993 - 1994 : 3 Gars un samedi soir
- 1994 : Mexiquébec
- 1996 : M'aimes-tu ? Quand l'amour dérape
- 1998 : La fin du monde est à 7 heures
- 1998 : Les ratés sympathiques
- 2002 - 2003 : L'Île de Gilidor
- 2004 : Que Calor ! La fiesta de Gildor
- 2004 : Célébration 2004
- 2004 : La Patente
- 2006 - 2008 : Caféine
- 2009 - 2011 : Le Show du matin
- 2012 - La Télé sur le divan
- La Caverne  d'Ali Baba  (animateur)

## Théâtre
- L'Opéra de quat'sous (Walter + Choriste) - C.N.A
- Aurore, l'enfant martyre (Médecin + Abraham) - Théâtre de Quat'Sous
- Bienvenue aux dames (Camille Thivierge) - Théâtre Les Femmes Collin
- Chute libre (Lou Baladin) - Café Théâtre La Licorne
- Avant la nuit... Offenback (Trois rôles) - Rideau Vert
- Les Orphelins (Thibo) - N.C.T.
- Qui a peur de Virginia Woolf ? (Nick) - Rideau Vert
- La Vie parisienne (Raoul le gardefeu) - Place des Arts
- Les Fridolinades (Plusieurs rôles) - Théâtre français de Toronto
- La Danse des baboons (François Coté) - Théâtre de la Pulperie
- Un simple soldat (Joseph Latour) - T.P.Q.
- Glengarry Glen Ross (Roma) - Théâtre de la Manufacture
- Vol au-dessus d'un nid de coucou (McMurphy) - Théâtre Jean Duceppe
- Hosanna (Cuirette) - Théâtre de Quat'Sous (C.N.A)
- Bousille et les justes (Grenou) - Nouvelle Compagnie Théâtrale

## Radio - Animation
- 1993 : CKOI-FM - Yé trop de bonne heure
- 1997 - 1998 : CKOI-FM - Yé trop de bonne heure
- 1999 - 2000 : CKMF-FM - C't'encore drôle
- 2000 - 2001 : COOL FM - Tout l'monde debout
- 2003 - 2004 : CKOI-FM - Yé trop de bonne heure

## Discographie

### Simples
- 1993 : Au nom de l'amour (Au Nom de l'Amour, ANL CD 666)
- 1993 : Comment tuer l'amant d'sa femme (compilation Brel Québec, Disques Quark)
- 2001 : Ordinaire (Les Divans, DKDO)
- 2001 : Laisse tomber les filles (Les Divans, DKDO)

## Extraits radio
- 1991 - Je parle à la lune
- 1992 - Donne-moi un bec
- 1992 - Le train qui siffle
- 1992 - Hello Chérie
- 1994 - Une autre chambre d'hôtel
- 1994 - Le soleil se lève aussi
- 1995 - Trop jeune
- 1995 - Tu m'montes s'a tête
- 1996 - Lolita
- 1996 - Plein l'dos
- 1997 - Fait divers
- 2003 - Guantanamera
- 2003 - Le touriste
- 2003 - Volando
- 2004 - C'est dommage

## Vidéoclips
- 1991 : Donne-moi un bec (Lyne Charlebois)
- 1992 : Je parle à la lune (Bernard Nadeau)
- 1992 : Le train qui siffle (Bernard Nadeau)
- 1994 : Une autre chambre d'hôtel (Bernard Nadeau)
- 1994 : Le soleil se lève aussi (Bernard Nadeau)
- 1994 : Trop jeune (Gildor Roy)
- 1996 : Lolita (André St-Arnaud)
- 2003 : Le touriste (Nadine Poirier)

## Prix et récompenses
- 1992 : Gala de l'Adisq - Album de l'Année Country pour Tard le soir sur la route
- 1993 : Gala de l'Adisq - Album de l'Année Country/Folk pour Une autre chambre d'hôtel
- 1995 : Golden Sheaf Award - Meilleure interprétation dramatique pour Les Grands Procès - L'Affaire Dion
- 1996 : Gala de l'Adisq - Album de l'Année Country/Folk pour Plein l'dos
- 2002 : Gala Métrostar - Artiste d'Émission d'humour pour KM/H
- 2003 : Gala Métrostar - Artiste d'Émission d'humour pour KM/H
- 2008 : Ambassadeur touristique de l'Abitibi-Témiscamingue

Prix Artis 2018

## Anecdotes
- Sa sœur Maxim Roy est actrice.
- Marié à une Dominicaine, Ingrid Rodriguez et grand amateur de baseball, Gildor a déjà possédé sa propre équipe de baseball en République dominicaine.